# Port lotniczy Đồng Hới
Port lotniczy Đồng Hới (wiet. Sân bay Đồng Hới lub Cảng hàng không Đồng Hới) – międzynarodowy port lotniczy położony 6 km na północ od Đồng Hới, w prowincji Quảng Bình. W dniu 18 maja 2008 roku lotnisko zostało oficjalnie oddane do użytku pierwszym komercyjnym lotem z międzynarodowego lotniska Noi Bai w Hanoi, realizowanym przez Vietnam Airlines (VNA). Lotnisko ma przepustowość 500 000 pasażerów rocznie.

## Linie lotnicze i połączenia
- Vietnam Airlines (Hanoi, Ho Chi Minh)